# The Loves of Mary, Queen of Scots
The Loves of Mary, Queen of Scots é um filme mudo britânico de 1923, do gênero drama, dirigido por Denison Clift e estrelando Fay Compton, Gerald Ames e Ivan Samson. Foi um dos últimos filmes feito pela Idel Film Company.

## Elenco
- Fay Compton - Mary Stuart
- Gerald Ames - Bothwell
- Ivan Samson - Lorde Dudley
- John Stuart - George Douglas
- Ellen Compton - rainha Elizabeth 1ª da Inglaterra
- Lionel d'Aragon - Moray
- Harvey Braban - Ruthven
- Irene Rooke - Catarina de Médici
- Donald Macardle - Francisco 2º
- René Maupré - Rizzio
- Ernest A. Douglas - Cardeal
- Sydney Seaward - Lorde Douglas
- Edward Sorley - John Knox
- Betty Faire - Mary Beaton
- Dorothy Fane - Mary Beaton
- Nancy Kenyon - Mary Fleming
- Julie Hartley-Milburn - Mary Seaton
- Basil Rathbone (não creditado)
- Jack Cardiff (não creditado)